# 13079 Toots
13079 Toots este un asteroid din centura principală de asteroizi.

## Descriere
13079 Toots este un asteroid din centura principală de asteroizi. A fost descoperit pe 2 februarie 1992 la Observatorul La Silla de Eric Walter Elst. Asteroidul prezintă o orbită caracterizată de o semiaxă mare de 2,56 ua, o excentricitate de 0,10 și o înclinație de 10,2° în raport cu ecliptica.